# Changwon
Changwon (en coréen : 창원) est une ville de Corée du Sud. C'est la capitale de la province du Gyeongsang du Sud. Elle est située à environ 40 km à l'ouest de Pusan. Elle comptait environ 550 000 habitants en 2005. À la suite de sa fusion avec les villes de Masan et de Jinhae en 2010, elle compte actuellement 1 080 000 habitants.
Changwon est la première ville créée de toutes pièces et planifiée en Corée du Sud. Elle fut fondée en 1947 comme centre industriel et résidentiel, ainsi que pour devenir capitale provinciale. Cette planification se fit de manière raisonnée : la partie industrielle et la partie résidentielle sont séparées par une route, et de nombreux espaces verts ont été inclus, ce qui donne à la ville une atmosphère différente de celles des autres villes coréennes à l'expansion plus ou moins désordonné.
La ville comprend 35 gratte-ciel (immeubles d'au moins 100 m de hauteur).
Le plus haut atteint 196 m de hauteur  et fait partie du complexe de gratte-ciel résidentiels Changwon Metro City 2.
Le réservoir Junam est une de ses attractions touristiques. Pendant la migration d'hiver on peut y voir en moyenne 30 à 40 000 oiseaux par jour.
Plusieurs des plus grandes compagnies coréennes comme Samsung, GM-Daewoo et LG Electronics y ont des implantations.

## Climat
| Mois                                  | jan.     | fév.       | mars      | avril   | mai       | juin      | jui.      | août      | sep.      | oct.      | nov.      | déc.       | année    |
| ------------------------------------- | -------- | ---------- | --------- | ------- | --------- | --------- | --------- | --------- | --------- | --------- | --------- | ---------- | -------- |
| Température minimale moyenne (°C)     | −1       | 0,5        | 4,5       | 9,7     | 14,3      | 18,5      | 22,7      | 23,6      | 19,4      | 13,2      | 6,8       | 1,3        | 11,1     |
| Température moyenne (°C)              | 2,8      | 4,7        | 8,7       | 14,1    | 18,4      | 21,7      | 25,2      | 26,5      | 22,8      | 17,4      | 11        | 5,4        | 14,9     |
| Température maximale moyenne (°C)     | 7,3      | 9,6        | 13,6      | 19,3    | 23,2      | 25,9      | 28,8      | 30,2      | 27        | 22,3      | 15,9      | 10,3       | 19,4     |
| Record de froid (°C) date du record   | −14 2021 | −11,3 1991 | −5,8 2006 | 0 1991  | 6,9 2010  | 10,9 2010 | 15,9 1986 | 17,9 2016 | 10,9 1987 | 2,7 1997  | −3,2 1992 | −10,1 2005 | −14 2021 |
| Record de chaleur (°C) date du record | 18 2020  | 21,6 2021  | 23,9 2014 | 30 1999 | 33,6 2015 | 34,7 2018 | 39 1994   | 38,5 2017 | 35,4 1994 | 29,8 1999 | 24,8 2011 | 20,9 1989  | 39 1994  |
| Ensoleillement (h)                    | 179,7    | 183,6      | 190,5     | 209,2   | 205,5     | 160,4     | 136,9     | 159,4     | 158       | 205,5     | 179,6     | 176,7      | 2 145    |
| Précipitations (mm)                   | 36,9     | 45,3       | 74,3      | 129,9   | 142,2     | 232,3     | 293,8     | 299       | 167,3     | 50,2      | 52,2      | 22         | 1 545,4  |
| Nombre de jours avec précipitations   | 5,1      | 4,6        | 7,4       | 8       | 9,3       | 10,4      | 13,9      | 12,2      | 8,5       | 4,2       | 5,1       | 3,5        | 92,2     |
| Humidité relative (%)                 | 50,8     | 51,8       | 56,8      | 60,9    | 67,7      | 75,5      | 80,2      | 76,5      | 70,7      | 62,3      | 58,3      | 53,4       | 63,8     |
| Nombre de jours avec neige            | 2,5      | 1,7        | 0,6       | 0       | 0         | 0         | 0         | 0         | 0         | 0         | 0,2       | 1,1        | 6        |

| Diagramme climatique                                  |            |             |              |               |               |               |             |             |              |             |           |
| J                                                     | F          | M           | A            | M             | J             | J             | A           | S           | O            | N           | D         |
| 7,3−136,9                                             | 9,60,545,3 | 13,64,574,3 | 19,39,7129,9 | 23,214,3142,2 | 25,918,5232,3 | 28,822,7293,8 | 30,223,6299 | 2719,4167,3 | 22,313,250,2 | 15,96,852,2 | 10,31,322 |
| Moyennes : • Temp. maxi et mini °C • Précipitation mm |            |             |              |               |               |               |             |             |              |             |           |

## Jumelages
- Ma'anshan (Chine)
- Jersey City (États-Unis)
- Ōgaki (Japon)
- Yamaguchi (Japon)
- Iakoutsk (Russie)
- District de Hamyang (Corée du Sud)
- District de Goheung (Corée du Sud)
- Mỹ Tho (Viêt Nam)